# Antonia Fahberg
Antonia Fahberg (* 19. Mai 1928 in Wien; † 21. Oktober 2016 in München) war eine österreichisch-deutsche Opern-, Operetten-, Lied- und Oratoriensängerin (Sopran).

## Leben
Nach dem Gesangsstudium an der Wiener Musikakademie debütierte sie 1950 am Landestheater Innsbruck. Zwei Jahre später wurde sie festes Ensemblemitglied an der Bayerischen Staatsoper München. Dort gehörte Antonia Fahberg, neben Erika Köth, Sari Barabas, Marianne Schech, Hertha Töpper, Lilian Benningsen, Ingeborg Hallstein, Rosl Schwaiger zu den weiblichen Publikumslieblingen des Hauses. In über 25 Jahren sang sie alle großen und kleineren Partien ihres Faches.
Antonia Fahberg gastierte auf den großen europäischen Opernbühnen, unter anderem in Wien, Hamburg, Brüssel und Amsterdam. Des Weiteren brillierte sie öfters bei den Salzburger Festspielen.
Die Sopranistin war darüber hinaus eine vielgebuchte Oratoriensängerin. Viele Jahre gehörte sie zum festen Stamm des Solistenensembles von Karl Richter, der mit seinem Münchener Bach-Chor weltweite Erfolge feierte. 
Die Sopranistin sang auch viele Operettenmelodien. Unvergessen ist ihre Schallplattenaufnahme Im weißen Rössl unter Franz Marszalek (u. a. mit Peter Alexander, Herta Talmar und Franz Fehringer), erschienen in den 1960er Jahren beim Label Polydor und später noch einmal auf CD bei Philips. Ebenfalls unter Franz Marszalek wurde bei Polydor, später auf CD bei Philips ein Querschnitt aus Maske in Blau produziert.
Zusammen mit Fritz Wunderlich wirkte Antonia Fahberg für den WDR an den Musikaufnahmen von Fernsehfassungen der Operetten Die Fledermaus, Das Land des Lächelns, und Der Vogelhändler mit. Dirigent war auch hier Franz Marszalek. 

## Diskografie
- http://www.arkivmusic.com/classical/Name/Antonia-Fahberg/Performer/18634-2